# チモールブルー
チモールブルー (Thymol Blue) は色素の一種。pH指示薬として、滴定やpH試験紙等に用いられる。
pH指示薬としての特性は二段階変色を呈し、pH1.2以下で赤色、2.8から8.0では黄色だが、9.6以上では青色に変化する。
水にはあまり溶けず、エタノールや塩基性を示す液に可溶である。指示薬として用いる際には、通常、エタノールに溶解される。万能指示薬を構成する成分の一つである。

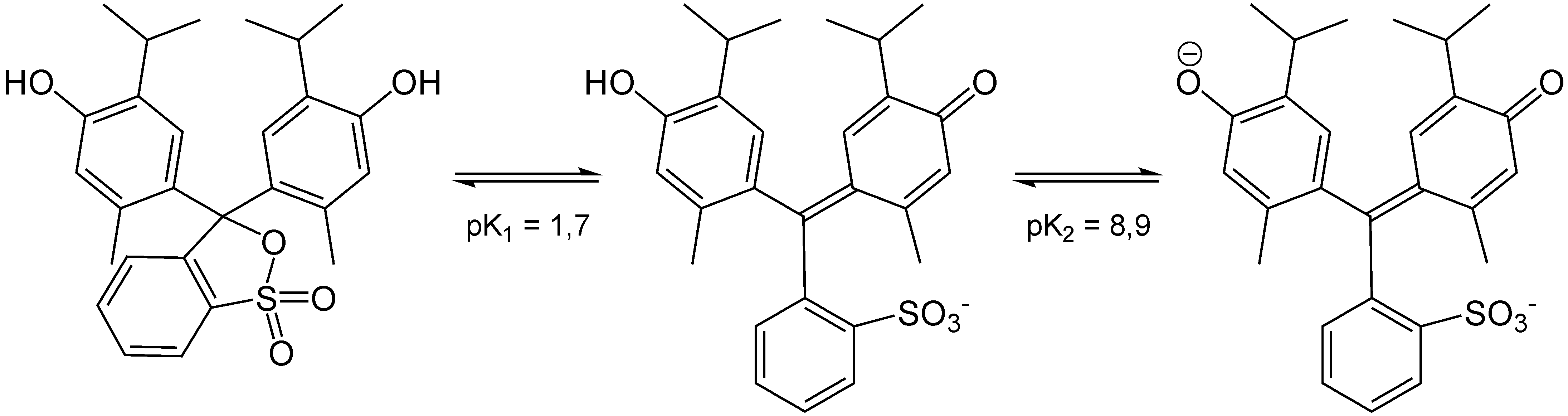
pHによるチモールブルーの構造変化

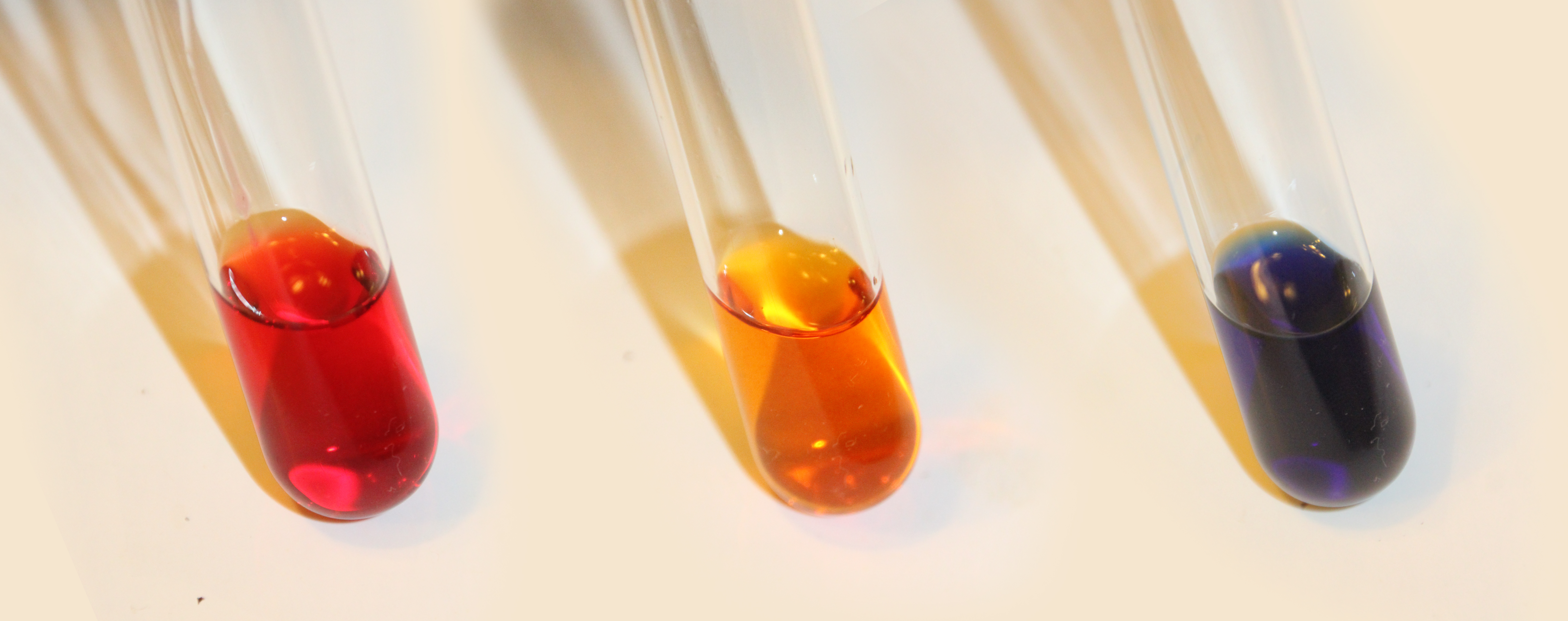
酸-塩基状態が異なるチモールブルー溶液の色
左：酸性、中央：中性、右：塩基性

チモールブルー溶液の色の変化と分子構造との関係ははっきりと解明されていなかったが、2019年、可視吸収分光法および量子化学計算を用いて、それぞれの色の場合の分子構造の解明に成功した。
| チモールブルー   | チモールブルー | チモールブルー | チモールブルー | チモールブルー |
| ---------------- | -------------- | -------------- | -------------- | -------------- |
| pHによる色の変化 |                |                |                |                |
| 1.2以下          | ↔              | 2.8～8.0       | ↔              | 9.6以上        |
|                  |                |                |                |                |